# Toivakka
Toivakka es un municipio de Finlandia ubicado en la región de Finlandia Central.
En 2022, el municipio tenía una población de 2407 habitantes, de los cuales algo más de mil vivían en la capital municipal.
El término municipal comprende un conjunto de áreas rurales ubicadas entre 10 y 30 km al sur, sureste y este de la capital regional Jyväskylä. La capital municipal se ubica junto a la salida de la carretera E75 que lleva a Lahti, mientras que por el noreste del municipio sale la carretera 13 que lleva a Mikkeli.

## Historia
Se conoce la existencia de una granja con este topónimo en documentos desde 1540; el pueblo actual se formó en torno a esta granja. El área fue incluida en la parroquia de Rautalampi en 1561 y en la de Laukaa en 1628. En 1868 se incorporó al municipio rural de Jyväskylä (Jyväskylän maalaiskunta). La iglesia de Toivakka fue reconocida como parroquia en 1909 y el pueblo tiene ayuntamiento propio desde 1910.